# سيروس بور موسوي
سيروس بور موسوي (بالفارسية: سیروس پور موسوی)، (27 مارس 1971) هو مدرب كرة قدم إيراني، دَرَبَ منتخب إيران الوطني تحت 20 سنة.

## روابط خارجية
- سيروس بور موسوي على موقع عالم كرة القدم.نت (الإنجليزية)